# Palmas
Palmas [ˈpawmɐs], amtlich portugiesisch Município de Palmas, ist die Hauptstadt des brasilianischen Bundesstaates Tocantins.
Nach ihrer Gründung im Jahre 1990 ist sie die jüngste aller brasilianischen Landeshauptstädte. Sie hatte zum 1. Juli 2021 geschätzte 313.349 Einwohner, das Gemeindegebiet hat eine Ausdehnung von etwa 2227,4 Quadratkilometern. Palmas liegt am Rio Tocantins in 230 bis 280 Metern Höhe. Die Entfernung zur Bundeshauptstadt Brasília beträgt rund 1000 Kilometer, die nächstgelegene Großstadt Goiânia liegt in fast 900 Kilometer Entfernung.

## Geographie
Umliegende Gemeinden sind Lajeado und Aparecida do Rio Negro im Norden; Novo Acordo und Santa Tereza do Tocantins im Osten; Monte do Carmo im Südosten und Süden; Porto Nacional im Süden; Miracema do Tocantins im Nordwesten.

### Klima
Palmas hat ein heißes und trockenes Klima mit einer Jahresdurchschnittstemperatur von 27 °C, im Sommer steigt die Temperatur jedoch regelmäßig auf bis zu 40 °C.

## Geschichte
Die Abteilung des Bundesstaates Tocantins von Goiás und die Gründung von Palmas als Hauptstadt des neuen Staates wurde im Rahmen einer Verfassungsänderung 1988 beschlossen.
Der Grundstein für die Stadt wurde am 20. Mai 1989 gelegt. Das Gemeindegebiet für Palmas wurde von den Gemeinden Porto Nacional und Taquarassu do Porto abgetrennt. Namensgeber für die Stadt waren São João da Palma, Sitz einer Unabhängigkeitsbewegung, die sich im frühen 19. Jahrhundert in der Gegend etabliert hatte, sowie die vielen Palmen, die das Bild der Natur um Palmas prägen.
Am 1. Januar 1990 wurden die Regierungskörperschaften von Miracema do Tocantins nach Palmas verlegt, damit war Palmas Hauptstadt.

## Kommunalpolitik
Bei den Kommunalwahlen in Brasilien 2020 erreichte Cinthia Ribeiro des PSDB mit 36,22 % der gültigen Stimmen am 15. November 2020 die Wiederwahl zur Stadtpräfektin bis 2024.

## Demografie

### Bevölkerungsentwicklung
| Jahr | Einwohner | % ±     | Stadt   | Land  |
| --- | --------- | ------- | ------- | ----- |
| 1991 | 24.261    | –       | ?       | ?     |
| 2000 | 137.355   | 466,2 % | 134.179 | 3.176 |
| 2010 | 228.332   | 66,2 %  | 221.742 | 6.590 |
| 2021 | 313.349   | 37,2 %  | ?       | ?     |
| Hier fehlt eine Grafik, die leider im Moment aus technischen Gründen nicht angezeigt werden kann. Wir arbeiten daran! |           |         |         |       |

Quelle: IBGE (2011)

### Ethnische Zusammensetzung
Ethnische Gruppen nach der statistischen Einteilung des IBGE (Stand 2000 mit 137.355 Einwohnern, Stand 2010 mit 228.332 Einwohnern):
| Gruppe      | Anteil 2000 | Anteil 2010 | Anmerkung                        |
| ----------- | ----------- | ----------- | -------------------------------- |
| Brancos     | 53.681      | ▲ 73.058    | Weiße, Nachfahren von Europäern  |
| Pardos      | 73.703      | ▲ 126.675   | Mischrassige, Mulatten, Mestizen |
| Pretos      | 7.350       | ▲ 21.646    | Schwarze                         |
| Amarelos    | 304         | ▲ 6.528     | Asiaten                          |
| Indígenas   | 674         | ▼ 413       | indigene Bevölkerung             |
| ohne Angabe | 643         | 13          |                                  |

## Wirtschaft
Palmas lebt von der Verarbeitung der landwirtschaftlichen Produkte, die in der Umgebung erzeugt werden. Daneben haben die Bauwirtschaft und der Handel Bedeutung. Für die Ansiedelung von Betrieben gibt es Subventionen. Der Hafen von Palmas dient als Transportknoten, um die Produkte der Region zu den Konsumenten zu transportieren.
Die Stadt versucht, sich als umweltfreundliche Großstadt zu profilieren und im Ökotourismus zusätzliche Einnahmen zu verdienen. In der Tat gibt es um Palmas mehrere Naturreservate, Wasserfälle im Urwald und schöne Flussstrände.
Die Stadt wird durch ein eigens dafür errichtetes Wasserkraftwerk, das den ehemaligen Rio Tocantins zu einem Stausee umfunktioniert, mit Strom versorgt. Weil allerdings die Infrastruktur der Stromnetze nicht perfekt ausgebaut ist, kommt es öfter zu Stromausfällen in einzelnen Stadtblöcken von Palmas.

## Religion
Palmas ist Sitz eines Erzbistums.

## Sport
In Palmas spielt der Fußballverein Palmas Futebol e Regatas, in der Regel nur kurz Palmas genannt. Aktuell spielt der Verein in der vierten brasilianischen Liga, der Série D.